# Насильство проти жінок в Україні
Насильство проти жінок в Україні — вкорінена соціальна проблема, як і в більшості країн світу. За звітом ООН від 2013 року, близько 45 % населення України зазнає насильства: фізичного, сексуального чи психологічного, і більшість з них — жінки. За даними Українського тижня, лише близько 5 % постраждалих повідомляють про насильство нацполіції. На початку 2020 року в Україні майже не було притулків для жінок. Анексія Криму, війна на сході України, пандемія COVID-19 та повномасштабне вторгнення Росії (2022) загострили кризу. Стамбульська конвенція ратифікована Україною в 2022 році.

## Поширеність
Нужат Ехсан, представник Фонду народонаселення ООН в Україні, у лютому 2013 заявив: «Україна дійсно має неприйнятний рівень насильства, головним чином з боку чоловіків і головним чином через високий рівень споживання алкоголю». Він також звинуватив лазівки в законодавстві, що загострюють проблему домашнього насильства.
Тривала війна на Донбасі посилила розділення неоплачуваних домашніх обов'язків між статями . При цьому, за даними ООН, українські жінки, які проживають у зоні конфлікту, знаходяться під значним ризиком через слабку правоохоронну діяльність, високу концентрацію військових груп та розповсюдження зброї. У 2015 році Управління Верховного комісара ООН з прав людини висловило глибоку стурбованість швидким погіршенням ситуації з насильством проти жінок в Україні.

## Історія та фактори
Зважаючи на укріплені гендерні стереотипи, суспільство передовсім очікує від українок «бути красунею і матір'ю». З соціальної точки зору насильство проти жінок в Україні завжди було оточене мовчанням. Джерел офіційної статистики обмаль для оцінки глибини проблеми, ЗМІ не знають, як підходити до питання, влада — як боротися з насильством, нація не знає, як мобілізувати громадськість для його припинення. Внаслідок цього національні зусилля з протидії насильству покладаються на значну підтримку західних донорів. Кілька наявних статистик свідчать, що насильство притаманне бідності, де проживає більшість українських жінок (див. Фемінізація бідності). Дані також демонструють, що спостерігуване значення є лише незначною часткою реальної цифри через поєднаний вплив традицій та особистого сорому.

## Насильство за видами

### Домашнє насильство
Показники феміциду в Україні, як і загалом у світі, зросли з пандемією COVID-19, що ускладнила доступ постраждалим жінкам та дітям до допомоги, позбавив можливості ізолюватися від кривдника та отримати засоби зв'язку.
Жінки є основною групою серед жертв домашнього насильства в Україні — 80 % у 2023 році, діти становлять 8 %. Приблизно 2,5 % жертв домашнього насильства загинули (173 особи у 2023 році).

### Сексуальне насильство та експлуатація
У 2023 році діти в Україні становили 86 % постраждалих від зґвалтувань, абсолютна більшість серед них — дівчата й жінки (76 %).
Сексуальна експлуатація є широкою і серйозною проблемою в українському суспільстві. Вона викликана, зокрема, збідненням значної частини населення, а також м'якою порнографією, широко використовуваною українськими медіа для привернення уваги клієнтів тощо (див. Сексуальна об'єктивація та Мізогінія в масмедія). За сатистичними даними НУО, третина молодих безробітних українок певною мірою була залучена до незаконного сексуального бізнесу.
Воєнне сексуальне насильство як злочин, зґвалтування, зокрема, і дітей, є глибокою проблемою.

### Репродуктивне насильство
- Сурогатне материнство, заборонене більшістю прогресивних демократій, є легальним в Україні.
- Акушерське насильство (психологічне та фізичне насильство в допологовий період, під час пологів та в постнатальному періоді, зокрема, відсутність належного супроводу та лікування післяпологових психічних розладів).

### Насильство проти дівчат та дівчаток
- Сексуальне насильство. Опитування українських дівчат, проведене Всеукраїнським комітетом захисту дітей, показує, що сексуальне насильство проти них припадає на високу частку жертв жорстокого поводження. Так, одна з трьох українських дівчат зазнала сексуальних домагань, кожна п'ята зазнала фізичного сексуального насильства, одна з десяти була зґвалтована. Кримінальна статистика повідомляє, що 55 % зареєстрованих сексуальних нападів в Україні спрямовані на молодь до 18 років, а 40 % з них або 22 % загалом — на дітей до 14 років[11].
- Дитячі шлюби, поєднані з обмеженим доступом до освіти та ранніми вагітностями, спостерігаються в українських ромських громадах.

## Протидія та подолання
На подолання насильства проти українок спрямовані, з одного боку, законодавство та державні ініціативи та організації, з іншого, приватні або гібридні платформи. Центральним актором протидії гендерному насильству був і лишається український феміністичний рух.

### Правова база
У січні 2019 року набрали чинності зміни в Кримінальному кодексі України щодо насильства. Зокрема, введено кримінальну відповідальність за примушування до шлюбу та співжиття та за домашнє насильство, змінено визначення зґвалтування та примушування до статевого зв'язку. У березні 2024 року набрав чинності закон, яким, зокрема, змінено кримінальне покарання за домашнє насильство, примушування до шлюбу та примушування до статевого зв'язку. У грудні 2024 року набрав чинності закон, яким, у тому числі, посилено адміністративну відпвідальність за домашнє насильство, введено адміністративну відповідальність за сексуальні домагання, строк притягнення до адміністративної відповідальності за домашнє насильство подовжено до шести місяців з дня вчинення.

### Ініціативи та організації
До організацій, що борються з насильством проти жінок в Україні, належить, наприклад, Ла Страда Україна.
Організація, що допомагає у забезпеченні реалізації рівних прав жінок та чоловіків в Україні Жіночі перспективи (громадська організація).